# Buono!2
『Buono!2』（ボーノ!ボーノ!）はBuono!の2ndアルバム。2009年2月11日発売。発売元はポニーキャニオン。

## 概要
「co・no・mi・chi」のみつんくの作曲であるが、それ以外は、外部の制作陣である。
初回限定盤、通常盤（初回生産分）にはアナザージャケットが1枚(全4種類中、1種類封入)封入されている。

## 収録曲

### CD
1. Early Bird
（作詞：川上夏季、作曲・編曲：木之下慶行）
2. Kiss!Kiss!Kiss!
（作詞：岩里祐穂、作曲：井上慎二郎、編曲：西川進）
3rdシングル
3. キラキラ
（作詞：岩里祐穂、作曲・編曲：AKIRASTAR）
4. 消失点-Vanishing Point-
（作詞：川上夏季、作曲：崎谷健次郎、編曲：佐久間誠）
5. ロッタラ ロッタラ
（作詞：岩里祐穂、作曲：井上慎二郎、編曲：西川進）
5thシングル
6. co・no・mi・chi
（作詞：三浦徳子、作曲：つんく、編曲：AKIRASTAR・中山信彦）
6thシングル
7. みんなだいすき
（作詞：C.Piece、作曲：AKIRASTAR、編曲：安部潤）
3rdシングルカップリング
8. I NEED YOU
（作詞：岩里祐穂、作曲：AKIRASTAR、編曲：西川進）
9. ガチンコでいこう!
（作詞：岩里祐穂、作曲：ムラマツテツヤ、編曲：西川進）
4thシングル
10. You're My Friend
（作詞：岩里祐穂、作曲・編曲：AKIRASTAR）
11. OVER THE RAINBOW
（作詞：岩里祐穂、作曲：Gajin、編曲：佐久間誠）
12. ゴール
（作詞：AKIRASTAR・岩里祐穂、作曲：AKIRASTAR、編曲：井上慎二郎・AKIRASTAR）

### DVD
初回限定盤のみ同梱
1. ジャケット撮影メイキング
2. テレビスポット集
  - 3rdシングル「Kiss!Kiss!Kiss!」（15秒版CM・30秒版CM）
  - 4thシングル「ガチンコでいこう!」（15秒版CM・30秒版CM）
  - 5thシングル「ロッタラ ロッタラ」（15秒版CM・30秒版CM）
  - 6thシングル「co・no・mi・chi」（15秒版CM・30秒版CM）

## You're My Friend feat.KIKI
日本の女性アイドルグループ「つばきファクトリー」のメンバー・浅倉樹々による「You're My Friend feat.KIKI」（ユア・マイ・フレンド フィーチャリング・キキ）は、2023年4月3日にアップフロントワークスからデジタル・ダウンロード・シングルとして配信開始。

### 解説
2023年4月2日をもってつばきファクトリー及びハロー!プロジェクトを卒業した浅倉樹々が卒業公演で歌唱した「You're My Friend feat.KIKI」を3日0時より配信開始。

### シングル収録曲
| #         | タイトル                       | 作詞      | 作曲      | 編曲      | 時間 |
| --------- | ------------------------------ | --------- | --------- | --------- | ---- |
| 1.        | 「You're My Friend feat.KIKI」 | 岩里祐穂  | AKIRASTAR | 荒幡亮平  | 5:56 |
| 合計時間: | 合計時間:                      | 合計時間: | 合計時間: | 合計時間: | 5:56 |